# Tadeusz Dolny
Tadeusz Benedykt Dolny (Sobótka, Polonia, 7 de mayo de 1958) es un exfutbolista polaco que jugaba como defensa.

## Selección nacional
Fue internacional con la selección de fútbol de Polonia en 7 ocasiones. Formó parte de la selección que obtuvo el tercer lugar en la Copa del Mundo de 1982, pese a no haber jugado ningún partido durante el torneo.

### Participaciones en Copas del Mundo
| Mundial                        | Sede   | Resultado    | Partidos | Goles |
| ------------------------------ | ------ | ------------ | -------- | ----- |
| Copa Mundial de Fútbol de 1982 | España | Tercer lugar | 0        | 0     |

## Clubes
| Club                  | País           | Año       |
| --------------------- | -------------- | --------- |
| Górnik Zabrze         | Polonia        | 1976-1984 |
| Górnik Wałbrzych      | Polonia        | 1984-1987 |
| Odra Wodzisław Śląski | Polonia        | 1987-1989 |
| SAC Wisła Chicago     | Estados Unidos | 1989      |
| Royal-Wawel Chicago   | Estados Unidos | 1990      |